# Rhodostrophia obsoleta
Rhodostrophia obsoleta là một loài bướm đêm trong họ Geometridae.